# Saint-Valentin (Indre)
Pour les articles homonymes, voir Saint-Valentin (homonymie).
Saint-Valentin est une commune française située dans le département de l'Indre, en région Centre-Val de Loire.

## Géographie

### Localisation
La commune est située dans le nord-est du département, dans la région naturelle de la Champagne berrichonne.
Les communes limitrophes sont : La Champenoise (5 km), Lizeray (5 km), Saint-Aoustrille (5 km), Neuvy-Pailloux (7 km) et Ménétréols-sous-Vatan (8 km).
Les communes chefs-lieux et préfectorales sont : Issoudun (9 km), Levroux (19 km), Châteauroux (20 km), La Châtre (42 km) et Le Blanc (70 km).

### Hameaux et lieux-dits
Les hameaux et lieux-dits de la commune sont : Dormes, les Sablons, le Colombier, le Nil, le Quadrilatère, les Lagnys et la Pyramide.

### Géologie et hydrographie
La commune est classée en zone de sismicité 2, correspondant à une sismicité faible.
Le territoire communal est arrosé par la rivière Tournemine.

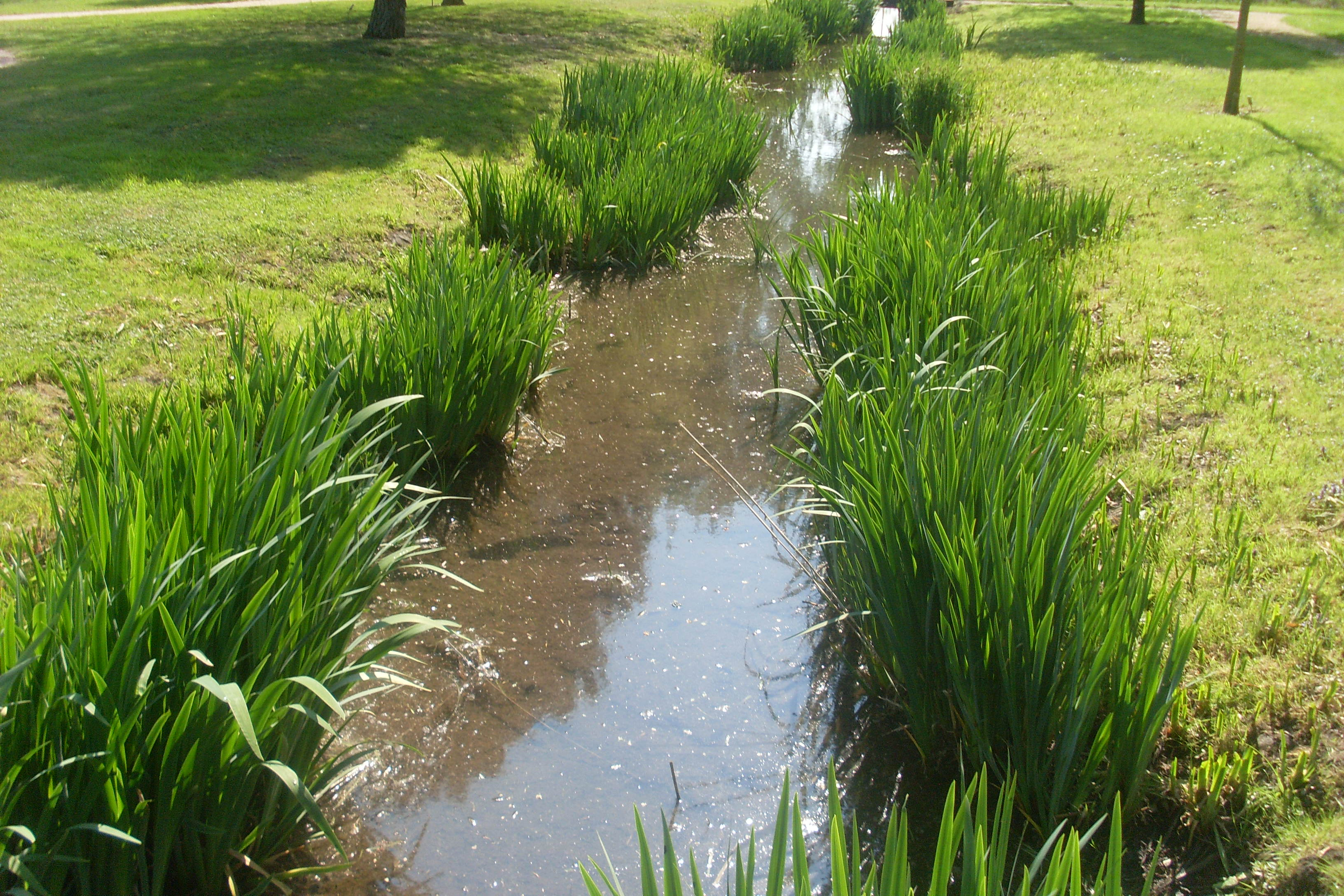
La rivière Tournemine en 2011.

### Climat
Pour des articles plus généraux, voir Climat du Centre-Val de Loire et Climat de l'Indre.
En 2010, le climat de la commune est de type climat océanique dégradé des plaines du Centre et du Nord, selon une étude du CNRS s'appuyant sur une série de données couvrant la période 1971-2000. En 2020, Météo-France publie une typologie des climats de la France métropolitaine dans laquelle la commune est exposée à un climat océanique altéré et est dans la région climatique Centre et contreforts nord du Massif Central, caractérisée par un air sec en été et un bon ensoleillement.
Pour la période 1971-2000, la température annuelle moyenne est de 11,3 °C, avec une amplitude thermique annuelle de 15,4 °C. Le cumul annuel moyen de précipitations est de 738 mm, avec 11,3 jours de précipitations en janvier et 6,9 jours en juillet. Pour la période 1991-2020, la température moyenne annuelle observée sur la station météorologique de Météo-France la plus proche, « Châteauroux Déols », sur la commune de Déols à 18 km à vol d'oiseau, est de 12,1 °C et le cumul annuel moyen de précipitations est de 728,6 mm,. Pour l'avenir, les paramètres climatiques de la commune estimés pour 2050 selon différents scénarios d'émission de gaz à effet de serre sont consultables sur un site dédié publié par Météo-France en novembre 2022.

### Voies de communication et transports
Le territoire communal est desservi par les routes départementales : 12, 27, 65 et 80C.
La gare ferroviaire la plus proche est la gare de Neuvy-Pailloux, à 7 km.
Saint-Valentin est desservie par la ligne B du Réseau de mobilité interurbaine.
L'aéroport le plus proche est l'aéroport de Châteauroux-Centre, à 17 km.

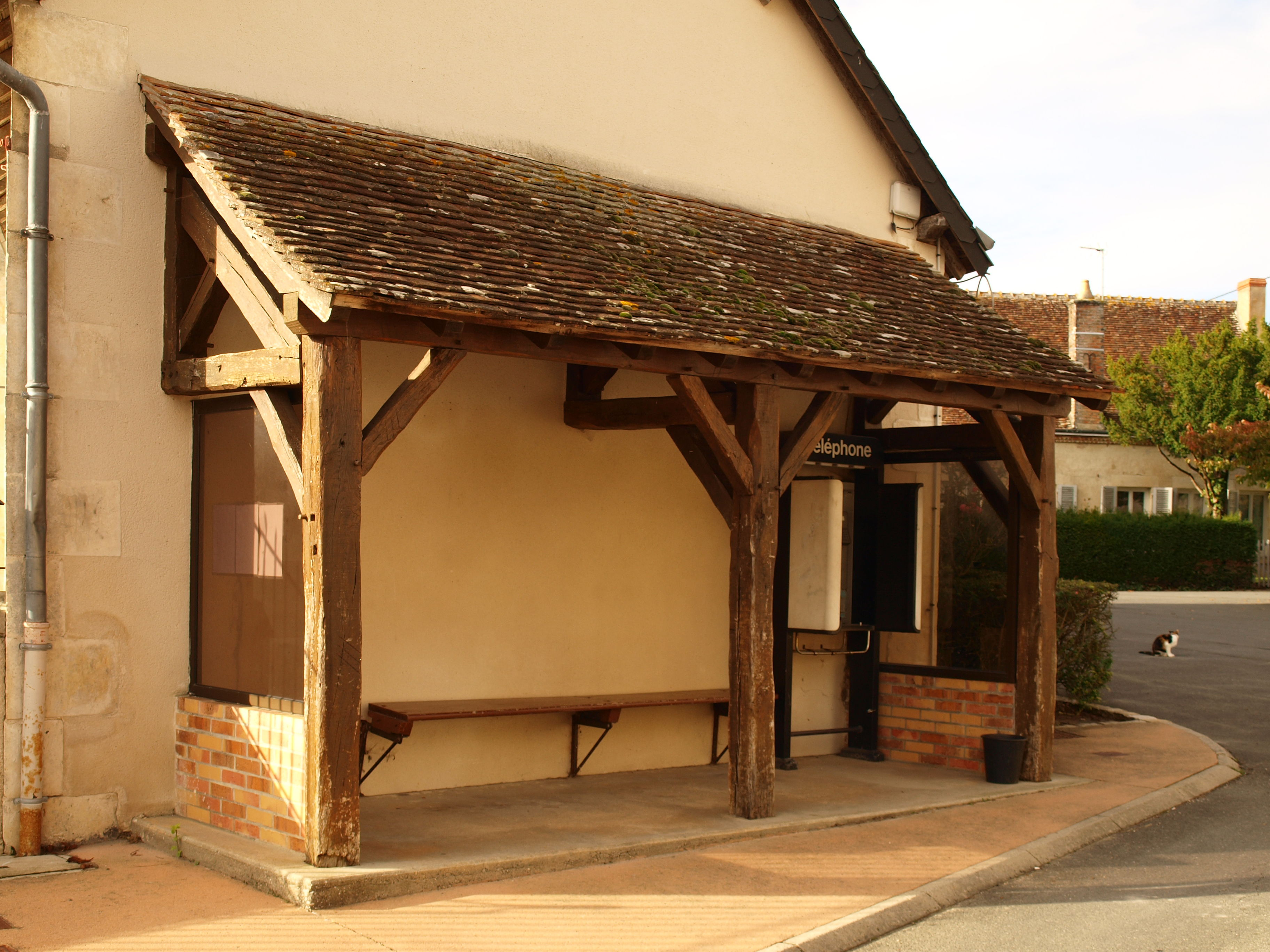
L'arrêt de bus L'Aile Bleue, en 2013.

## Urbanisme

### Typologie
Au 1er janvier 2024, Saint-Valentin est catégorisée commune rurale à habitat dispersé, selon la nouvelle grille communale de densité à sept niveaux définie par l'Insee en 2022.
Elle est située hors unité urbaine. Par ailleurs la commune fait partie de l'aire d'attraction d'Issoudun, dont elle est une commune de la couronne,. Cette aire, qui regroupe 20 communes, est catégorisée dans les aires de moins de 50 000 habitants,.

### Occupation des sols
L'occupation des sols de la commune, telle qu'elle ressort de la base de données européenne d’occupation biophysique des sols Corine Land Cover (CLC), est marquée par l'importance des territoires agricoles (98,9 % en 2018), une proportion identique à celle de 1990 (98,9 %). La répartition détaillée en 2018 est la suivante : 
terres arables (94,4 %), zones agricoles hétérogènes (2,9 %), prairies (1,6 %), zones urbanisées (1 %), forêts (0,1 %). L'évolution de l’occupation des sols de la commune et de ses infrastructures peut être observée sur les différentes représentations cartographiques du territoire : la carte de Cassini (XVIIIe siècle), la carte d'état-major (1820-1866) et les cartes ou photos aériennes de l'IGN pour la période actuelle (1950 à aujourd'hui).

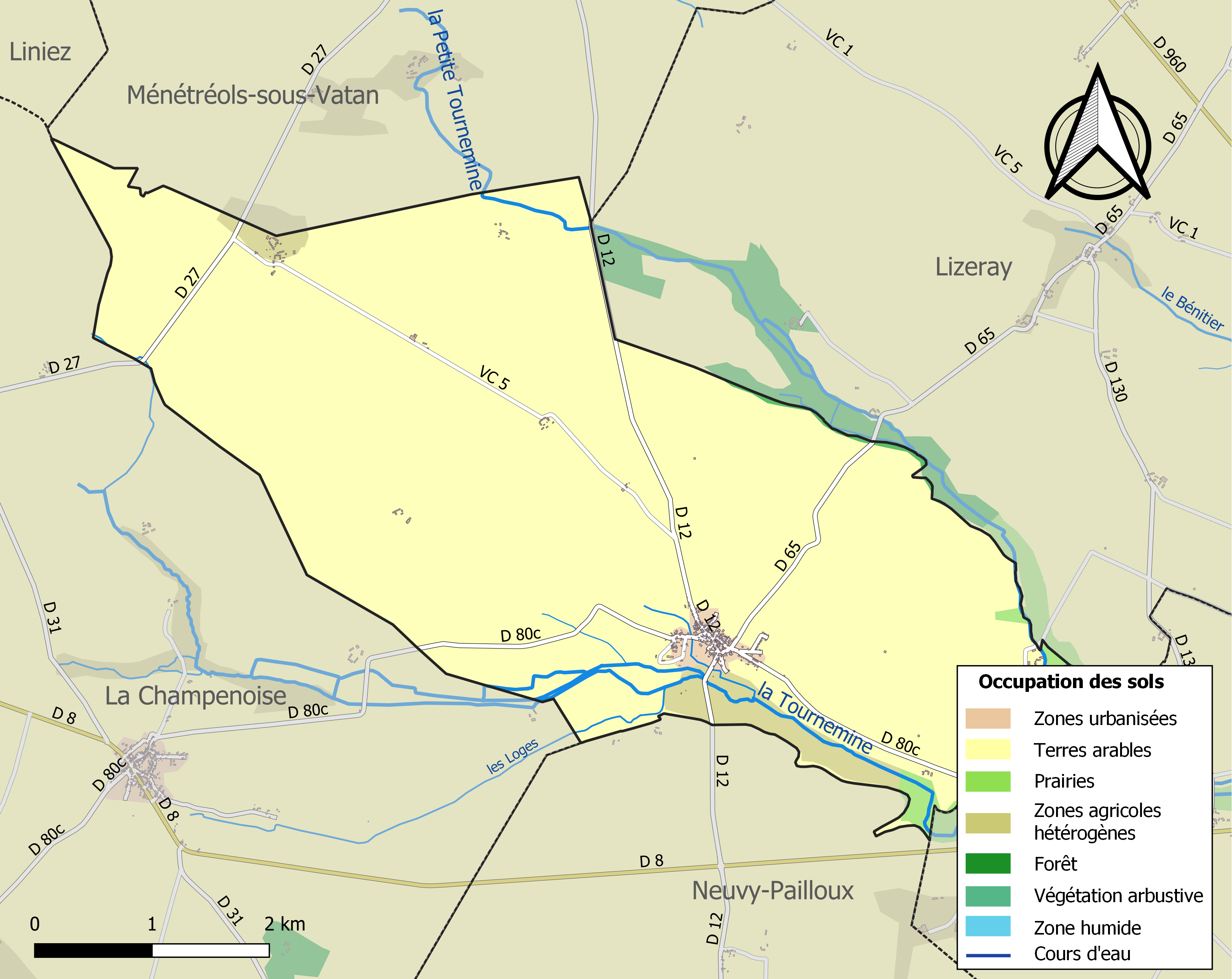
Carte des infrastructures et de l'occupation des sols de la commune en 2018 (CLC).

### Logement
Le tableau ci-dessous présente le détail du secteur des logements de la commune :
| Date du relevé                                              | 2013   |
| Nombre total de logements                                   | 153    |
| Résidences principales                                      | 84,8 % |
| Résidences secondaires                                      | 4,4 %  |
| Logements vacants                                           | 10,8 % |
| Part des ménages propriétaires de leur résidence principale | 80,8 % |

### Risques majeurs
Le territoire de la commune de Saint-Valentin est vulnérable à différents aléas naturels : météorologiques (tempête, orage, neige, grand froid, canicule ou sécheresse) et séisme (sismicité faible). Un site publié par le BRGM permet d'évaluer simplement et rapidement les risques d'un bien localisé soit par son adresse soit par le numéro de sa parcelle.

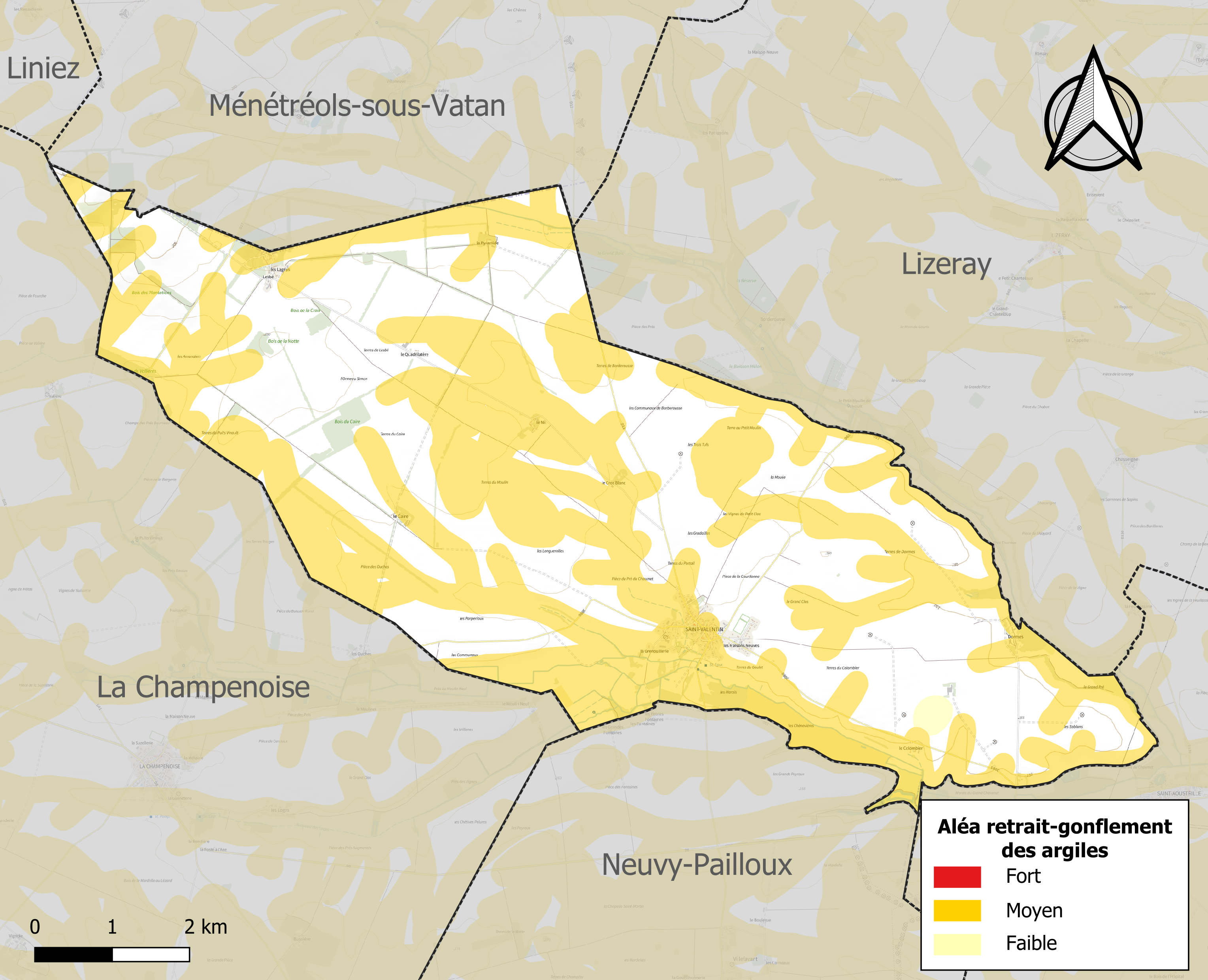
Carte des zones d'aléa retrait-gonflement des sols argileux de Saint-Valentin.

Le retrait-gonflement des sols argileux est susceptible d'engendrer des dommages importants aux bâtiments en cas d’alternance de périodes de sécheresse et de pluie. 53,7 % de la superficie communale est en aléa moyen ou fort (84,7 % au niveau départemental et 48,5 % au niveau national). Sur les 153 bâtiments dénombrés sur la commune en 2019, 118 sont en aléa moyen ou fort, soit 77 %, à comparer aux 86 % au niveau départemental et 54 % au niveau national. Une cartographie de l'exposition du territoire national au retrait gonflement des sols argileux est disponible sur le site du BRGM,.
Concernant les mouvements de terrains, la commune a été reconnue en état de catastrophe naturelle au titre des dommages causés par des mouvements de terrain en 1999.

## Toponymie
Le nom de la localité est attesté sous les formes Sanctum Valentinum en 1190, Parrochia Sancti Valentini en 1332.
Durant la Révolution française, pour suivre le décret de la Convention du 25 vendémiaire an II invitant les communes ayant des noms pouvant rappeler les souvenirs de la royauté, de la féodalité ou des superstitions, à les remplacer par d'autres dénominations, la commune change de nom pour La Cadoue.
Ses habitants sont appelés les Saint-Valentinois.

## Histoire

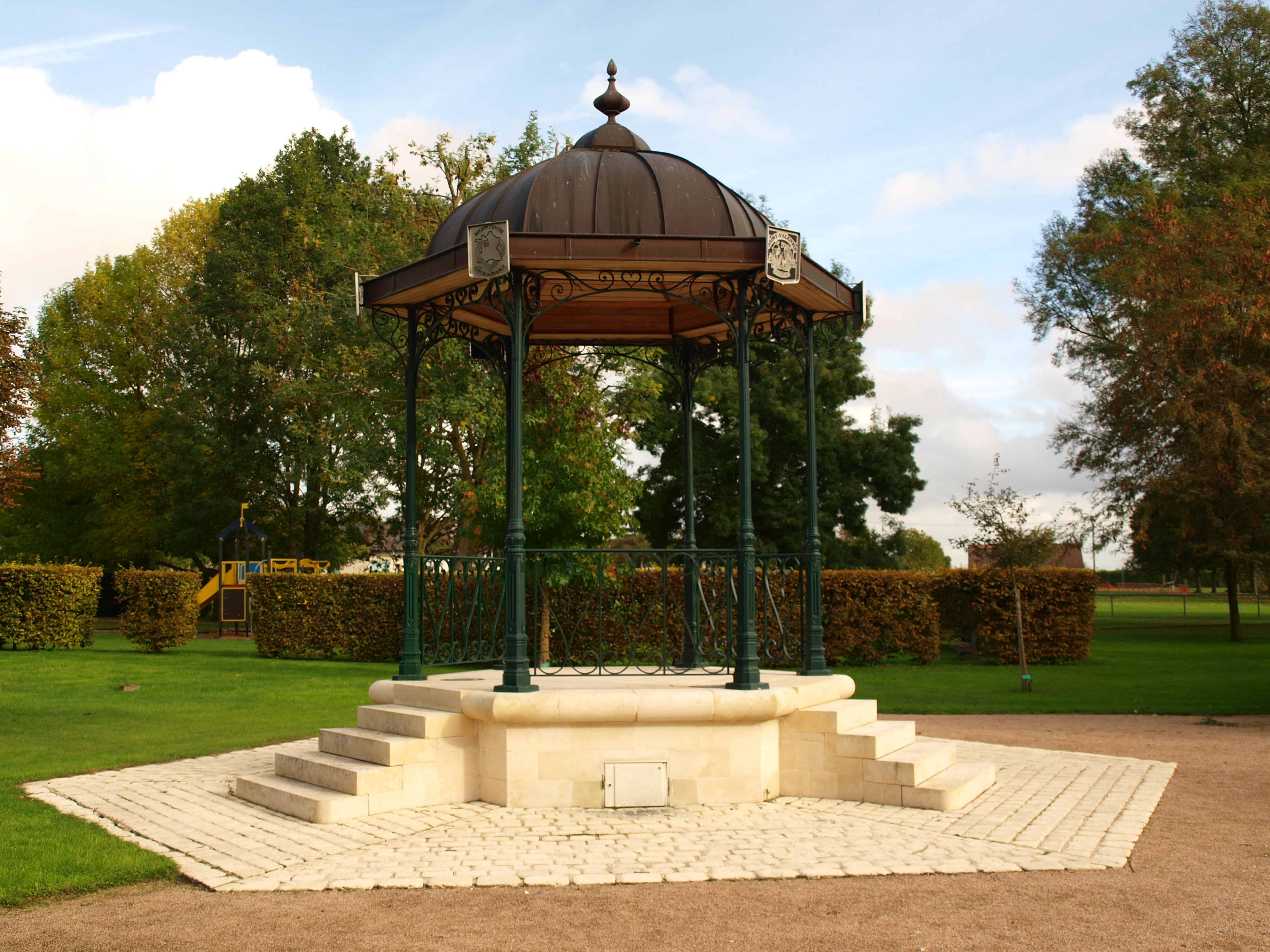
Le jardin des Amoureux et le kiosque, en 2013.

La communauté de Saint-Valentin échappe à la crise démographique qui touche l’élection d’Issoudun au début du XVIIIe siècle, puisqu’elle passe de 28 feux en 1709 à 31 en 1726. L’hiver de 1709-1710 notamment cause de nombreuses pertes, ainsi que la grande canicule de 1719 (qui tua beaucoup par dysenterie).
La commune tire sa réputation de son homonymie avec la Saint-Valentin, « fête des amoureux », chaque 14 février. Depuis 1967, la municipalité a obtenu que le courrier posté au bureau de poste local reçoive une oblitération spéciale comme deux cœurs enlacés dessinés par Jean-Louis Boncoeur, de 1967 à 1979 qui est remplacée par une flamme postale illustrée avec « les amoureux » de Raymond Peynet depuis 1980. En 1985, la poste crée un timbre dessiné par Raymond Peynet.
La commune fut rattachée de 1973 à 2015 au canton d'Issoudun-Nord.

## Politique et administration

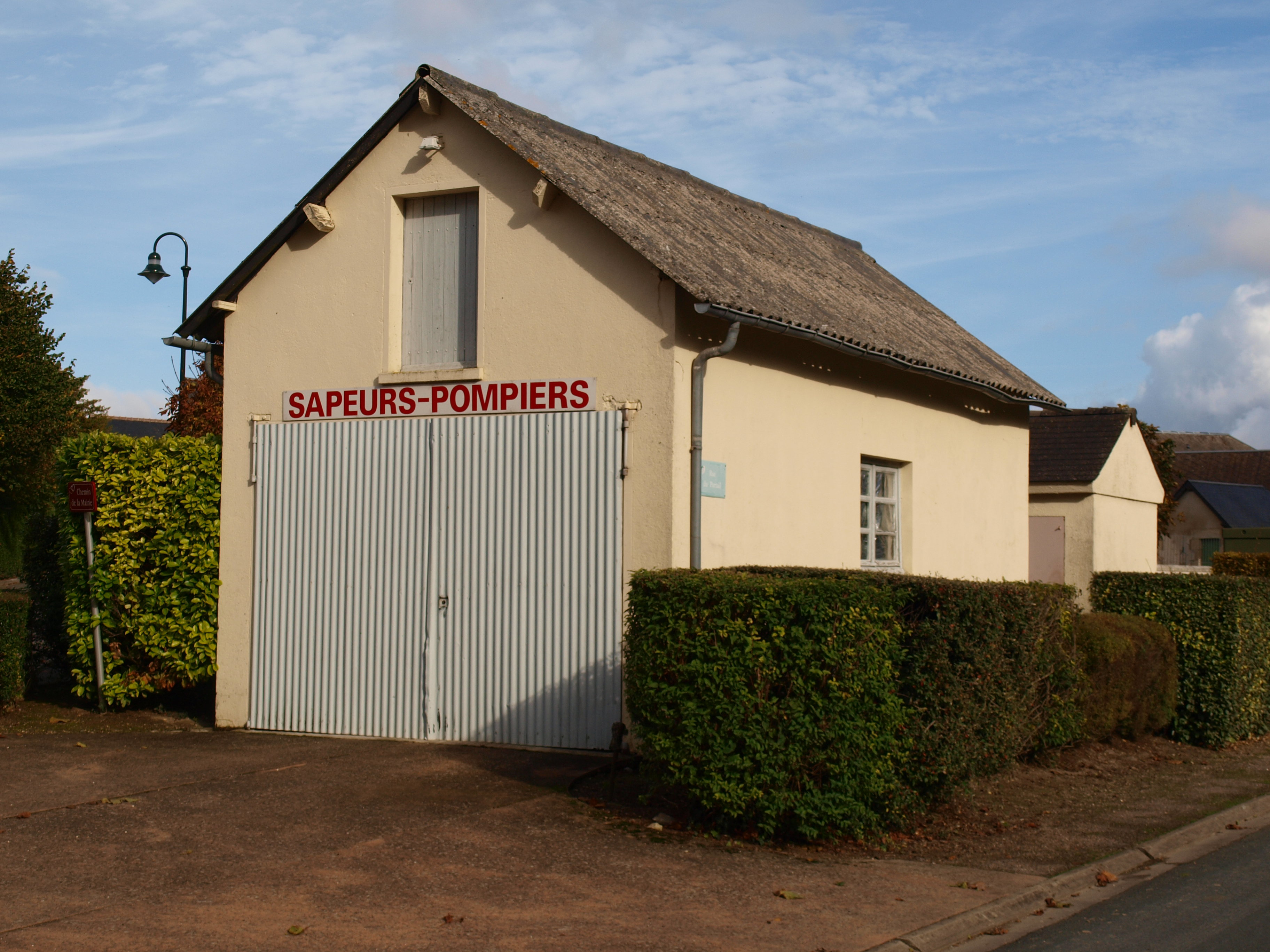
Le centre de première intervention en 2013.

La commune dépend de l'arrondissement d'Issoudun, du canton de Levroux, de la deuxième circonscription de l'Indre et de la communauté de communes Champagne Boischauts.
Elle dispose d'une agence postale communale et d'un centre de première intervention.
Saint-Valentin est jumelée depuis 1988, avec la commune de Mimasaka, au Japon.
| Période    | Période  | Identité        | Étiquette | Qualité                                                              |
| ---------- | -------- | --------------- | --------- | -------------------------------------------------------------------- |
| avant 1981 | ?        | Alberte Déon    |           |                                                                      |
| mars 1983, | En cours | Pierre Rousseau | DVD       | Président de la communauté de communes Champagne Boischauts Retraité |

### Jumelages
- St. Valentin (Autriche) depuis 1986[32].
- Sakutō (Japon) depuis novembre 1988 (aujourd'hui intégré à Mimasaka)[32].
- Sagara (Japon) depuis novembre 2017[33].

## Population et société

### Démographie
L'évolution du nombre d'habitants est connue à travers les recensements de la population effectués dans la commune depuis 1793. Pour les communes de moins de 10 000 habitants, une enquête de recensement portant sur toute la population est réalisée tous les cinq ans, les populations de référence des années intermédiaires étant quant à elles estimées par interpolation ou extrapolation. Pour la commune, le premier recensement exhaustif entrant dans le cadre du nouveau dispositif a été réalisé en 2005.

En 2022, la commune comptait 263 habitants, en évolution de −6,41 % par rapport à 2016 (Indre : −3 %, France hors Mayotte : +2,11 %).
| 1793 | 1800 | 1806 | 1821 | 1831 | 1836 | 1841 | 1846 | 1851 |
| ---- | ---- | ---- | ---- | ---- | ---- | ---- | ---- | ---- |
| 307  | 260  | 296  | 353  | 363  | 402  | 383  | 453  | 425  |

| 1856 | 1861 | 1866 | 1872 | 1876 | 1881 | 1886 | 1891 | 1896 |
| ---- | ---- | ---- | ---- | ---- | ---- | ---- | ---- | ---- |
| 411  | 392  | 429  | 442  | 472  | 436  | 455  | 419  | 414  |

| 1901 | 1906 | 1911 | 1921 | 1926 | 1931 | 1936 | 1946 | 1954 |
| ---- | ---- | ---- | ---- | ---- | ---- | ---- | ---- | ---- |
| 410  | 412  | 412  | 410  | 418  | 402  | 400  | 387  | 362  |

| 1962 | 1968 | 1975 | 1982 | 1990 | 1999 | 2005 | 2006 | 2010 |
| ---- | ---- | ---- | ---- | ---- | ---- | ---- | ---- | ---- |
| 336  | 305  | 281  | 258  | 281  | 276  | 269  | 273  | 278  |

| 2015 | 2020 | 2022 | - | - | - | - | - | - |
| ---- | ---- | ---- | - | - | - | - | - | - |
| 283  | 263  | 263  | - | - | - | - | - | - |

### Enseignement
La commune dépend de la circonscription académique d'Issoudun.

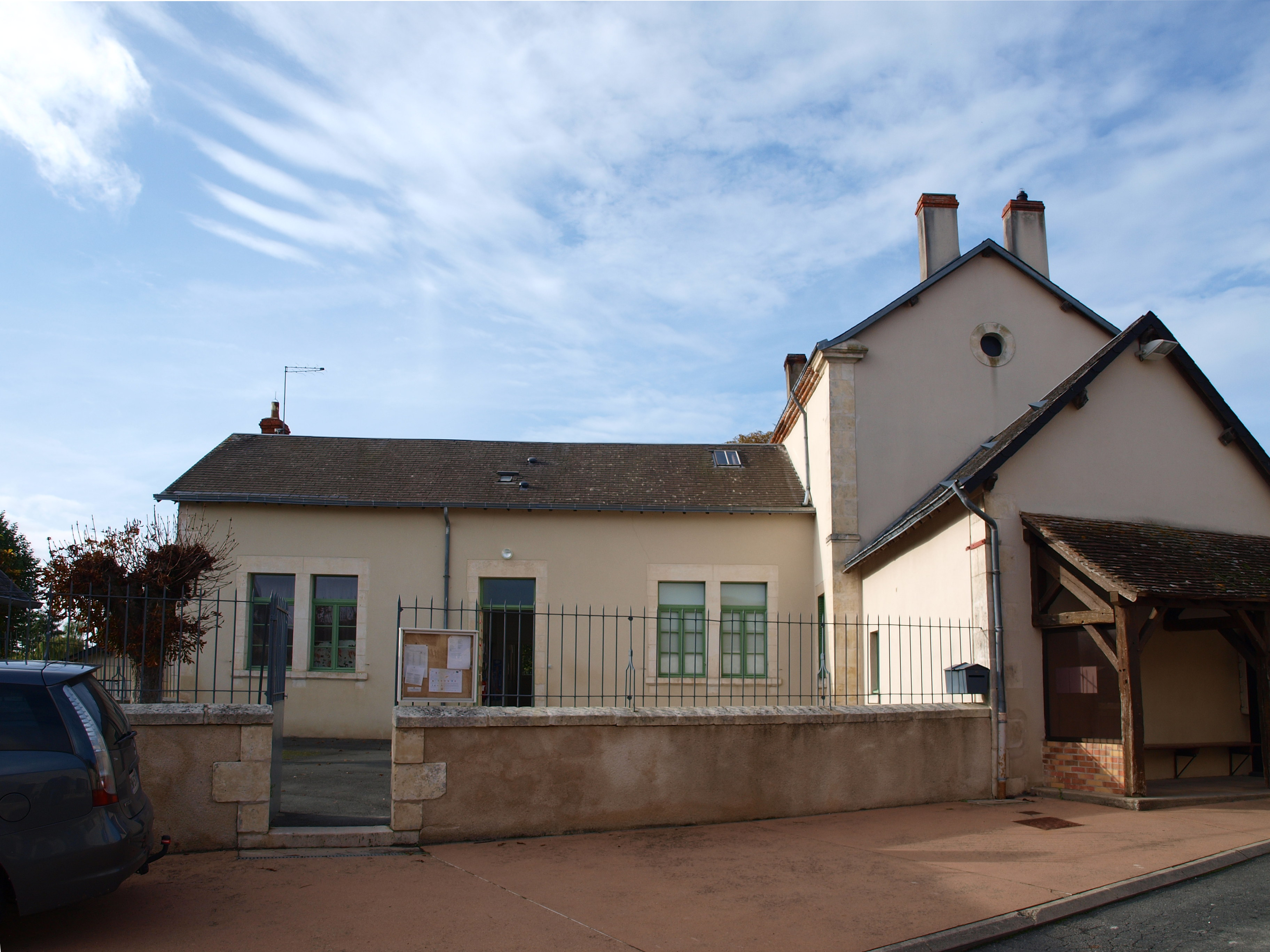
L'école élémentaire publique en 2013.

### Manifestations culturelles et festivités
Le 14 février de chaque année, on y célèbre la Fête des amoureux. Des milliers de personnes venant du monde entier se retrouvent dans la commune.

### Médias
La commune est couverte par les médias suivants : La Nouvelle République du Centre-Ouest, Le Berry républicain, L'Écho - La Marseillaise, La Bouinotte, Le Petit Berrichon, France 3 Centre-Val de Loire, Berry Issoudun Première, Vibration, Forum, France Bleu Berry et RCF en Berry.

## Économie
La commune se situe dans la zone d’emploi d'Issoudun et dans le bassin de vie d'Issoudun.
La commune se trouve dans l'aire géographique et dans la zone de production du lait, de fabrication et d'affinage du fromage Valençay.
La culture de la lentille verte du Berry est présente dans la commune.

## Culture locale et patrimoine

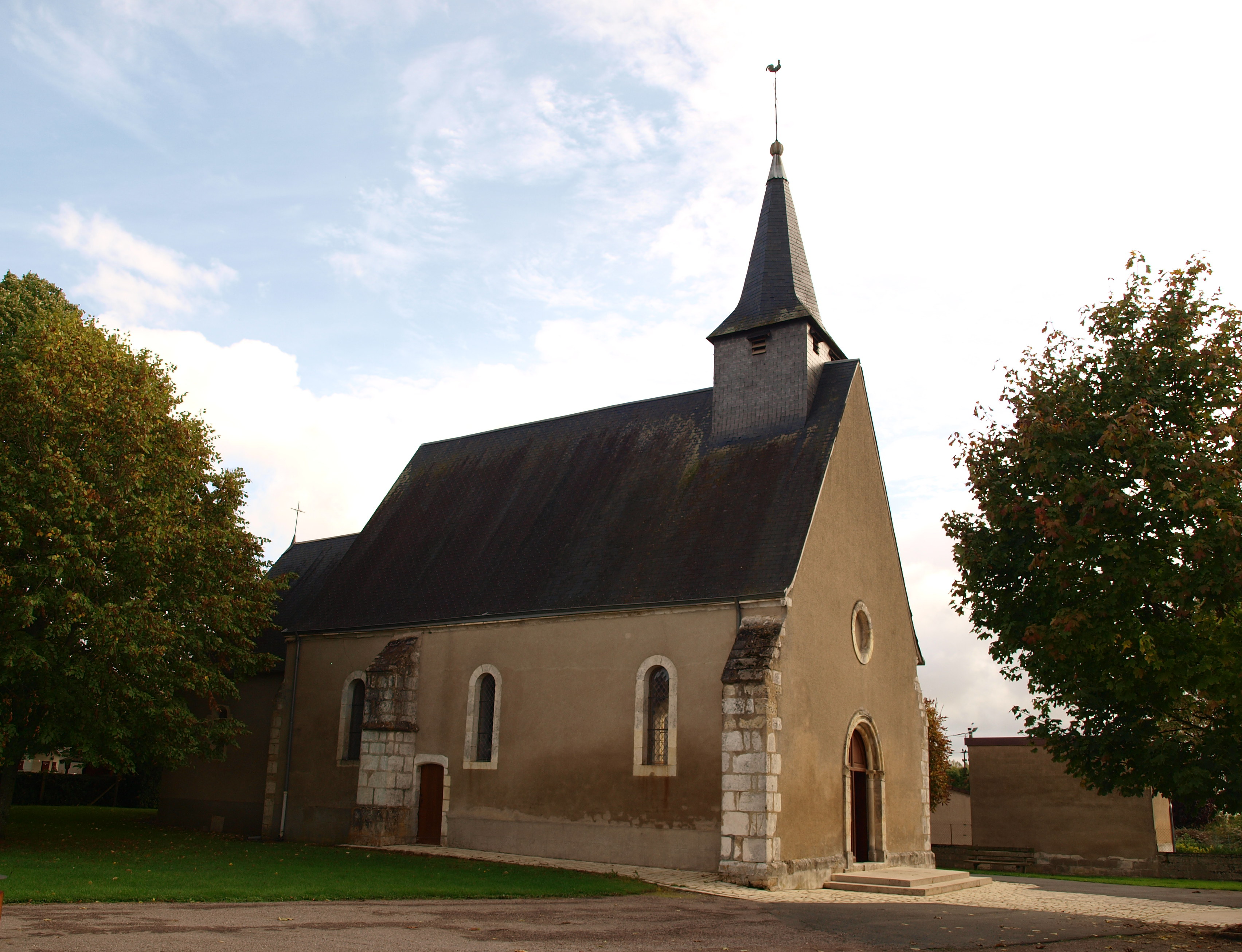
L'église, en 2013.

### Lieux et monuments
- Église Saint-Valentin, initiée au XIIe siècle, elle dépendait de l’abbaye Notre-Dame d’Issoudun dès 1154. Achetée en 1849 par la municipalité de Saint-Valentin, elle a été un temps utilisée en bâtiment agricole[42].
- Monument aux morts

### Personnalités liées à la commune
- Évariste Thévenin (1824-1885), journaliste et vulgarisateur scientifique, maire de la commune et conseiller général.
- Rolland Hénault (1940-2017), écrivain né sur la commune.

### Labels et distinctions
Saint-Valentin a obtenu au concours des villes et villages fleuris une fleur en 2015 et 2016.